# Pycnomalla
Pycnomalla är ett släkte av tvåvingar. Pycnomalla ingår i familjen vapenflugor.
Kladogram enligt Catalogue of Life:
| Pycnomalla | \| \| Pycnomalla aterrima \| \| \| \| \| \| Pycnomalla auriflua \| \| \| \| \| \| Pycnomalla splendens \| \| \| \| |
|            | \| \| Pycnomalla aterrima \| \| \| \| \| \| Pycnomalla auriflua \| \| \| \| \| \| Pycnomalla splendens \| \| \| \| |
|            | Pycnomalla aterrima                                                                                                |
|            | |
|            | Pycnomalla auriflua                                                                                                |
|            | |
|            | Pycnomalla splendens                                                                                               |
|            | |